# ジェファーソン郡 (テネシー州)
座標: 北緯36度05分 西経83度45分 / 北緯36.083度 西経83.750度
ジェファーソン郡（英: Jefferson County）は、アメリカ合衆国のテネシー州にある郡。郡庁所在地はダンドリッジ (Dandridge)である。
2000年国勢調査での人口は4万4294人だったが、2005年の推計時には4万8394人に増した。郡長官はアラン・パルミーリが務めている。
隣接するグレインジャー郡とハンブレン郡とともにモリスタウン大都市統計地域（大都市圏）を構成しており、これにノックスビル-セビアビル-ラフォレットを加えるとテネシー広域都市圏となる。

## 地理
国勢調査局の調査では総面積813.3平方キロ（314平方マイル）で、うち709.7平方キロ（274平方マイル）が陸地、総面積の12.89%にあたる106.2平方キロ（41平方マイル）が水域である。
隣接する郡
- グレンジャー郡（北）
- ハンブレン郡（北東）
- コック郡（南東）
- セビア郡（南）
- ノックス郡（西）

## 人口動態
2000年国勢調査時点で、この郡には4万4294人、1万7155世帯、1万2608家族が暮らしている。人口密度は1平方キロあたり62人で、平方マイルに換算すると162人となる。住居数は1万9319軒で、1平方キロあたりに平均27軒（1平方マイルあたりでは71軒）が建っていることになる。白人が95.66%、アフリカ系が2.32%、ネイティブ・アメリカンが0.31%、アジア系が0.27%、太平洋諸島系が0.04%、その他の人種が0.63%、混血が0.77%、ヒスパニック（ラテン系）が1.33%を占める。

2000人口ピラミッド

1万7155世帯のうち31.0%は18歳未満の子供と暮らしており、59.9%は夫婦で生活している。9.8%は未婚の女性が世帯主であり、26.5%は家族以外の住人と同居している。22.5%が独り身世帯で、8.2%を独居老人が占める。1世帯あたりの平均構成人数は2.49人、家庭の構成人数は2.89人である。
住民のうち22.9%が18歳未満の未成年、10.6%が18歳以上24歳以下、29.1%が25歳以上44歳以下、24.5%が45歳以上64歳以下、12.9%が65歳以上となっており、平均年齢は36歳である。女性100人に対し男性が97.5人いる一方、18歳以上の女性100人ごとに対しては94.0人いる。
一世帯あたりの平均収入は3万2824米ドルで、家族ごとでは3万8537米ドルである。男性の平均収入は2万9123米ドル、女性の平均収入は2万269米ドルで、労働者でない人々も含めた住民一人当たりの収入は1万6841米ドルとなる。総人口の13.4%、家族の9.6%、18歳未満の子どもの16.9%、および65歳以上の老人の12.6%は貧困線以下の収入で生計を立てている。

## 都市および町
- ベインベリー (en:Baneberry, Tennessee)
- ダンドリッジ (en:Dandridge, Tennessee)
- ジェファーソンシティ (en:Jefferson City, Tennessee)
- ニューマーケット (en:New Market, Tennessee)
- ホワイトパイン (en:White Pine, Tennessee)

非法人地域
- チェストナットヒル (en:Chestnut Hill, Tennessee)
- ストロベリープレーンズ (en:Strawberry Plains, Tennessee)
- タルボット (en:Talbott, Tennessee)
- ピエモント (Piedmont)